# Aminatta N’gum

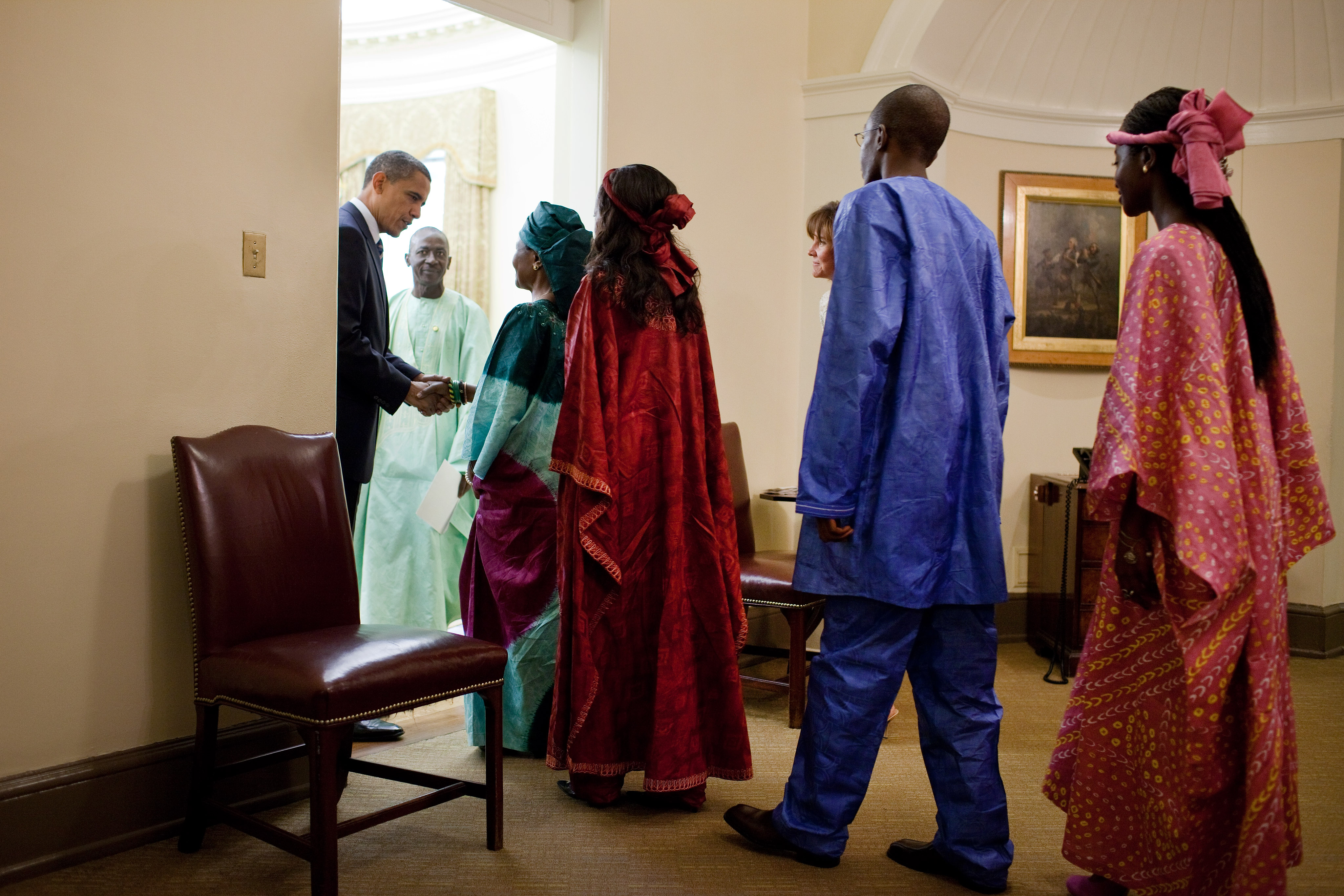
Aminatta N’gum schüttelt US-Präsident Barack Obama die Hand. Zweiter von rechts ist ihr Ehemann Alieu N’gum. 2010

Aminatta N’gum (Aminatta Lois Runeni N’gum, geboren als Annie Lois Runeni Ruredzo am 7. Juni 1953 in Salisbury, heute Harare) ist eine simbabwisch-gambische Richterin.

## Ausbildung
Sie ging bis 1972 in Penhalonga zur Schule. Im Anschluss studierte an der Keele University in Großbritannien und schloss das Studium 1978 mit einem Bachelor in Recht und Soziologie ab. Sie war dort Mitglied der Anwaltskammer Lincoln’s Inn und erhielt ihre Zulassung als Anwältin in England und Wales im Juli 1979. Sie war ebenfalls Mitglied von Amnesty International.
Im September 2005 erwarb sie einen Master of Laws in Völkerrecht mit einer Spezialisierung in internationalem Strafrecht.

## Berufliche Laufbahn
Ab 1980 arbeitete sie für die gambische Justiz in verschiedenen Bereichen. Von 1994 bis 1998 und 2009/2010 arbeitete sie als Rechtsanwältin und gab von 1994 bis 1999 Kurse am Gambia Technical Training Institute.
Von Juli 1999 bis September 2009 arbeitete sie als Justizbeamtin am Internationalen Strafgerichtshof für Ruanda in verschiedenen Funktionen in Arusha und Den Haag. Im Januar 2009 wurde sie als Richterin für den Internationalen Strafgerichtshof vorgeschlagen, aber nicht gewählt.
Im November 2010 wurde sie zur Richterin am gambischen Supreme Court ernannt. Außerdem war sie Richterin am Berufungsgericht (Court of Appeal).
Im September 2011 wurde sie von der gambischen Regierung für den Internationalen Residualmechanismus für die Ad-hoc-Strafgerichtshöfe (IRMTC) vorgeschlagen und im Dezember 2012 von der Generalversammlung der Vereinten Nationen gewählt.

## Persönliches
Am 6. Februar 1981 heiratete sie Alieu Momodou N’gum, den sie 1974 im Studium kennen gelernt hatte, und erwarb dadurch die gambische Staatsbürgerschaft. Zugleich konvertierte sie vom christlichen zum muslimischen Glauben. Die beiden haben drei erwachsene Kinder, Mignone, Momodom und Sohna. Ihr Sohn Jibril starb 2011 bei einem Verkehrsunfall.
Ihre Muttersprache ist Shona. Außerdem spricht sie Wolof, Englisch und Französisch.
N’gum ist Gründungsmitglied der Gambia Women Finance Association und von Soroptimist Banjul, wo sie 1992/1993 Vorsitzende war, und engagiert sich in weiteren Organisationen.